# Санкт Енглмар
Санкт Енглмар (њем. Sankt Englmar) општина је у њемачкој савезној држави Баварска. Једно је од 37 општинских средишта округа Штраубинг-Боген. Према процјени из 2010. у општини је живјело 1.485 становника. Посједује регионалну шифру (AGS) 9278184.

## Географски и демографски подаци
Санкт Енглмар се налази у савезној држави Баварска у округу Штраубинг-Боген. Општина се налази на надморској висини од 808 метара. Површина општине износи 36,8 km². У самом мјесту је, према процјени из 2010. године, живјело 1.485 становника. Просјечна густина становништва износи 40 становника/km².